# Switun Wells
Switun Wells, (ang.) Swithun Wells (ur. ok. 1536 w miejscowości Brambridge pod Winchesterem, zm. 10 grudnia 1591 w Londynie) – angielski męczennik katolicki, ofiara prześladowań antykatolickich.
Był synem Tomasza i Marii z domu Mompresson. Między rokiem 1582-1583 nawrócił się na katolicyzm. Trzy lata później ożenił się z Małgorzatą i przeprowadził do Londynu. Mimo tego, że przez pół wieku mieszkał na wsi, był człowiekiem o szerokiej wiedzy o świecie współczesnym i znał języki obce. Ze względu na wyznawaną religię katolicką był więziony. Razem z przebywającym gościnnie w jego domu Edmundem Genningsem został aresztowany 10 grudnia 1591 roku w czasie odprawianej mszy świętej. Obu męczenników powieszono przed domem Swituna Wellsa. Razem z nimi zamordowani zostali inni uczestnicy katolickiej mszy świętej: Brian Lacy i Jan Mason. Prawdopodobnie zginął tam też Sydneusz Hodgson.
Prześladowania dotknęły także jego żonę Małgorzatę, która po wielu latach spędzonych w więzieniu zmarła w 1602 roku i Gilberta, brata Swituna Wellsa.
Beatyfikowany w 1929 roku przez papieża Piusa XI, a kanonizowany został w grupie Czterdziestu męczenników Anglii i Walii przez Pawła VI 25 października 1970 roku.
Dniem wspomnienia Swituna Wellsa jest dzienna rocznica śmierci. Jest patronem szkoły podstawowej w Eastleigh.